# Semljicola beringianus
Semljicola beringianus är en spindelart som först beskrevs av Kirill Yeskov 1989.  Semljicola beringianus ingår i släktet Semljicola och familjen täckvävarspindlar. Inga underarter finns listade i Catalogue of Life.